# Alex Teixeira
Alex Teixeira vagy Alex Teixeira Santos (Duque de Caxias, 1990. január 6. –) brazil labdarúgó, a török Beşiktaş játékosa. Korábban a Sahtar Doneck játékosa, 2016 február 4-én 50 millió euróért váltott klubot. Brazíliával szerepelt a 2009-es egyiptomi U20-as labdarúgó-világbajnokságon is.

## Pályafutása
Teixeira a Vasco da Gama csapatában kezdett játszani, a felnőtt csapatban 2008-ban debütált január 28-án az Internacional ellen.

### Sahtar Donyeck
2010. március 20-án debütált az ukrán csapatban.Az első szezonjában mindössze három mérkőzésen jutott szóhoz, ám így is bajnoki címet ünnepelhetett.A 201-2011-es szezont szuperkupa győzelemmel kezdték, Teixeira Jádson helyére állt be a 68. percben a Tavrija ellen 7-1-re megnyert döntőben.Ebben a szezonban bemutatkozott a UEFA-bajnokok ligájában is.A bajnokságban 26 mérkőzésen hat gólt szerzett.A Dinamo Kijev elleni győztes kupadöntőben Willian helyére állt be a 77.percben.A 2011-2012-es szezonban Teixiera a harmadik ukrajnai szezonjában a harmadik bajnoki címét ünnepelhette, és a kupát is ismét elhódították.26 bajnokin hét gólt szerzett.A következő szezonban a klub egymás után az ötödik bajnoki címét hódította el.Teixeira a 2014-2015-ös bajnokság gólkirálya lett 17 góllal.A következő bajnokság elején nagyszerű formába lendült, az őszi szezonban 15 mérkőzésen 22 gólt szerzett.Erre a teljesítményre több nagy klub is felfigyelt.

### Csiangszu Suning
2016. február 4-én a kínai bajnokságban szereplő Csiangszu Suning szerződtette 50 millió euróért. Március 1-én az első tétmeccsén gólt lőtt a Joenbok Motors elleni AFC-bajnokok ligája meccsen , csapata 3-2-re győzött, míg március 5-én, első bajnokiján duplázott a Shandong Lugeng ellen 3-0-ra megnyert mérkőzésen.

### Beşiktaş
2021 augusztusában három évre aláírt a török Beşiktaş csapatához.

## Karrier statisztika

### Klub
| Klub              | Szezon         | Liga      | Liga | Kupa      | Kupa | Kontinentális | Kontinentális | Más       | Más | Összes    | Összes |
| Klub              | Szezon         | Szereplés | Gól  | Szereplés | Gól  | Szereplés     | Gól           | Szereplés | Gól | Szereplés | Gól    |
| ----------------- | -------------- | --------- | ---- | --------- | ---- | ------------- | ------------- | --------- | --- | --------- | ------ |
| Vasco da Gama     | 2008           | 29        | 5    | 7         | 1    | 2             | 0             | 17        | 2   | 55        | 8      |
| Vasco da Gama     | 2009           | 22        | 5    | 3         | 0    | –             | –             | 12        | 3   | 37        | 8      |
| Összes            | Összes         | 51        | 10   | 10        | 1    | 2             | 0             | 29        | 5   | 92        | 16     |
| Sahtar Doneck     | 2009–10        | 3         | 0    | –         | –    | –             | –             | –         | –   | 3         | 0      |
| Sahtar Doneck     | 2010–11        | 26        | 5    | 4         | 1    | 8             | 0             | 1         | 0   | 39        | 6      |
| Sahtar Doneck     | 2011–12        | 26        | 7    | 5         | 3    | 5             | 0             | 1         | 0   | 37        | 10     |
| Sahtar Doneck     | 2012–13        | 27        | 10   | 5         | 4    | 8             | 2             | 1         | 0   | 41        | 16     |
| Sahtar Doneck     | 2013–14        | 27        | 6    | 4         | 0    | 8             | 3             | 1         | 0   | 40        | 9      |
| Sahtar Doneck     | 2014–15        | 22        | 17   | 7         | 2    | 8             | 3             | 0         | 0   | 37        | 22     |
| Sahtar Doneck     | 2015–16        | 15        | 22   | 0         | 0    | 9             | 4             | 1         | 0   | 25        | 26     |
| Összes            | Összes         | 146       | 67   | 25        | 10   | 46            | 12            | 5         | 0   | 222       | 89     |
| Csiangszu Szuning | 2016           | 28        | 11   | 7         | 6    | 6             | 2             | 1         | 0   | 42        | 19     |
| Összes            | Összes         | 28        | 11   | 7         | 6    | 6             | 2             | 1         | 0   | 42        | 19     |
| Karrier összes    | Karrier összes | 225       | 92   | 42        | 17   | 54            | 14            | 35        | 5   | 356       | 123    |

## Sikerei, díja

### Klub
- Vasco da Gama
  - Campeonato Brasileiro Série B (1): 2009
- Sahtar Doneck
  - Ukrainian Premier League győztes (5): 2009–10, 2010–11, 2011–12, 2012–13, 2013–14
  - Ukrán kupagyőztes (3): 2010–11, 2011–12, 2012–13
  - Ukrán labdarúgó-szuperkupa győztes (3): 2010, 2012, 2013
- Csiangszu Szuning
  - Kínai bajnokság győztes (1): 2020

### Válogatott
- Brazília U20
  - U20-as labdarúgó-világbajnokság: 2. hely: 2009

### Egyéni
- Ukrán gólkirály (2): 2014-15, 2015-16
- U20-as labdarúgó-világbajnokság: Ezüstcipő: 2009